# Fudbalski Klub Rad
L'FK Rad (en serbi cirílic: ФК Рад) és un club serbi de futbol de la ciutat de Belgrad.
El club va ser fundat l'any 1958. El nom del club, traduït al català significa treball. Aquest nom prové del fet que el club fou format per una empresa de construcció del mateix nom. Les denominacions del club al llarg de ha història han estat:
- 1958: FK Rad Beograd
- 1990: FK GRO Rad Beograd
- 1993: FK Rad Beograd